# Eric Burlison
Eric Burlison (ur. 2 października 1976 w Springfield) – amerykański analityk biznesowy i polityk. W listopadzie 2022 został wybrany do Izby Reprezentantów, aby reprezentować 7. okręg kongresowy stanu Missouri.
W 2016 roku został uznany przez Springfield Business Journal za Adwokata Biznesu Roku. 
Wcześniej pełnił funkcję członka Izby Reprezentantów stanu Missouri i członka Senatu stanu Missouri. W listopadowych wyborach do Kongresu Stanów Zjednoczonych pokonał swojego demokratycznego oponenta stosunkiem głosów 70,9% do 26,7%.

## Poglądy
Zajmuje pierwsze miejsce w stanie pod względem konserwatyzmu, według czołowych grup konserwatywnych w kraju. Propaguje prawo do posiadania broni palnej i sprzeciwia się prawu do aborcji. 

## Życie prywatne
Prywatnie zarabia na życie jako doradca podatkowy i inwestycyjny oraz konsultant ds. oprogramowania dla firmy Cerner. Razem z żoną są członkami zielonoświątkowego Destiny Church. Mieszkają w Battlefield z dwiema córkami, Reese i Aubrey.